# Joruma aurata
Joruma aurata är en insektsart som beskrevs av Mcatee 1926. Joruma aurata ingår i släktet Joruma och familjen dvärgstritar. Inga underarter finns listade i Catalogue of Life.